# 总管
总管，本意全面管理，在中国古代，总管是一种官职。后世又俗稱家族雇佣的管理人，即管家。

## 沿革
北周武成元年（559年）将地方军事长官都督改称总管。北周武帝以王謙为益州总管，隋朝和唐朝初年沿用。唐高祖又改总管为都督。但作战的元帅一直称行军总管、行军大总管。五代至辽宋金时期有马步军都总管或兵马总管。
元朝各地又有各种都总管府或总管府，管理各项事务，各藩親王幕府，出兵時亦常設有總管。明清宦官首领称总管太监，俗称总管。
清朝内务府的长官总管内务府大臣以下，各地行宫和打牲乌拉的官员为总管。步军统领，伊犁驻防锡伯营、额鲁特营，黑龙江布特哈和部分内属蒙古旗的官员也称总管（转写：uheri da）。